# Castro megye
Castro megye az Amerikai Egyesült Államokban, azon belül Texas államban található. Megyeszékhelye és legnagyobb városa Dimmitt. Lakosainak száma 7371 fő (2020. április 1.). Castro megye Lamb, Swisher, Parmer, Deaf Smith, Randall és Hale megyékkel határos.

## Népesség
A megye népességének változása:
| Lakosok száma | 8114 | 8055 | 8177 | 8030 | 7656 | 7371 |
|               | 2010 | 2011 | 2012 | 2013 | 2015 | 2020 |